# William High Keim
Pour les articles homonymes, voir Keim.
William High Keim (13 juin 1813 – 18 mai 1862) est un membre du parti républicain à la chambre des représentants des États-Unis de la Pennsylvanie, ainsi qu'un général dans l'armée de l'Union pendant la guerre de Sécession.

## Avant la guerre
William High Keim (un neveu de George May Keim) naît près de Reading, en Pennsylvanie. Il va à l'école militaire de Mount Airy et atteint le grade de major général de la milice de l'État.
Keim devient maire de Reading en 1848. Keim est élu en tant que républicain au trente-cinquième congrès pour combler une vacance de court terme causée par la démission de J. Glancy Jones après la défaite de Jones la défaite aux élections de 1858. Il est géomètre général de la Pennsylvanie de 1860 à 1862.

## Guerre de Sécesion
Pendant la guerre de Sécession, Keim s'enrôle dans l'armée de l'Union pour une durée de 3 mois, principalement en raison de ses liens politiques avec le gouverneur Andrew Curtin, il est nommé major général des volontaires de Pennsylvanie le  20 avril 1861(p587). Sa durée initiale de l'enrôlement ayant expiré, il est honorablement libéré du service le 21 juillet 1861(p587), et retourne à Reading.
Alors que la guerre se prolonge, et il devient évident qu'une victoire rapide n'est pas en vue, Keim décide de rempiler, cette fois pour une durée de 3 ans. Le gouverneur de Curtin le nomme comme brigadier général des bénévoles, le 20 décembre 1861(p587). Cependant, Keim meurt du typhus pendant qu'il est en service à Harrisburg, en Pennsylvanie, en 1862. Il est enterré dans le cimetière de Charles Evans Cimetière à Reading.